# Districte de la Capital Nacional
El Districte de la Capital Nacional de Papua Nova Guinea (DCN) és l'àrea incorporada al voltant de la ciutat Port Moresby, la qual és capital de l'estat de Papua Nova Guinea.  Tot i que està envoltada per la Província Central, on Port Moresby també és la capital, tècnicament no forma part d'aquesta província. Cobreix una superfície de 240 km2 i té una població de 364.125 habitants (cens del 2011). Està representat per tres diputats d'elecció  oberta i un representant de tot el DCN al Parlament Nacional de Papua Nova Guinea que actua com a governador del Districte de la Capital Nacional; tanmateix, aquests diputats no tenen els mateixos poders que a la resta del país a causa del paper de la Comissió del Districte de la Capital Nacional.

## Governadors
El Districte de la Capital Nacional no tenia una administració descentralitzada amb un primer ministre, com passa amb les altres províncies, abans de 1995; no obstant això, des de les reformes dels governs provincials de 1995, ha estat encapçalat per un governador, tot i que amb poders més limitats.
| Governador                | Interval     |
| ------------------------- | ------------ |
| Bill Skate                | 1995–1997    |
| Philip Taku               | 1997–1999    |
| Gestionat per funcionaris | 1999–2001    |
| Philip Taku               | 2001         |
| Gestionat per funcionaris | 2001–2006    |
| Wari Vele                 | 2006–2007    |
| Powes Parkop              | 2007–present |

## Governs de nivell Local
Els Governs de nivell Local del Districte de la Capital Nacional (DCN) són:
| Districte | Capital de Districte | Nom de la LLG            |
| --------- | -------------------- | ------------------------ |
| DNC       | Port Moresby         | Gerehu Urban             |
| DNC       | Port Moresby         | Waigani-University Urban |
| DNC       | Port Moresby         | Tokarara-Hohola Urban    |
| DNC       | Port Moresby         | Gordons-Saraga Urban     |
| DNC       | Port Moresby         | Boroko-Korobosea Urban   |
| DNC       | Port Moresby         | Kilakila-Kaugere Urban   |
| DNC       | Port Moresby         | Town-Hanuabada Urban     |
| DNC       | Port Moresby         | Laloki-Napanapa Urban    |
| DNC       | Port Moresby         | Bomana Urban             |

## Circumscripcions electorals

Mapa dels tres electorats oberts al Districte de la Capital Nacional

Al Parlament Nacional de Papua Nova Guinea, el Districte de la Capital Nacional està representat per tres circumscripcions electorals obertes i una circumscripció electoral provincial.
| Districtes electorals en el DCN (Dades de les eleccions generals de 2022) | Districtes electorals en el DCN (Dades de les eleccions generals de 2022) | Districtes electorals en el DCN (Dades de les eleccions generals de 2022) |
| Electorat                                                                 | Membre                                                                    | Partit                                                                    |
| ------------------------------------------------------------------------- | ------------------------------------------------------------------------- | ------------------------------------------------------------------------- |
| Moresby North-East Open                                                   | John Kaupa                                                                | Pangu                                                                     |
| Moresby North-West Open                                                   | Lohia Boe Samuel                                                          | Pangu                                                                     |
| Moresby South Open                                                        | Justin Tkatchenko                                                         | SDP                                                                       |
| NCD Provincial                                                            | Powes Parkop                                                              | SDP                                                                       |